# Ube (stad)
Ube (Japans: 宇部市, Ube-shi) is een stad in de prefectuur Yamaguchi, Japan. Begin 2014 telde de stad 171.063 inwoners.

## Geschiedenis
Op 1 november 1921 werd Ube benoemd tot stad (shi). In 2004 werd de gemeente Kusunoki (楠町) toegevoegd aan de stad.

## Partnersteden
- Newcastle, Australië sinds 1980
- Weihai, China sinds 1992

## Geboren
- Naoto Kan (1946), premier van Japan (2010-2011)

Steden:
Hagi · Hikari · Hofu · Iwakuni · Kudamatsu · Mine · Nagato · Sanyo-Onoda · Shimonoseki · Shunan · Ube · Yamaguchi (hoofdstad) · Yanai

Districten:
Abu · Kuga · Kumage · Oshima
Gemeenten per district